# ピッチクラス
ピッチクラス（英: pitch class、直訳：音高の集合）は、同じ音名を与えられている楽音の集合。

## 概要
ピッチクラス集合論では、次のように定義される。
ある2つの音があって、その周波数が{\displaystyle x,a}であるとする。このとき、{\displaystyle x=2^{n}a}となるような整数{\displaystyle n}が存在するとき、{\displaystyle x,a}はオクターブに関して同値であるといい、{\displaystyle x\sim a}と表す。ここで、{\displaystyle \left\{x|x\sim a\right\}}で表される集合をピッチクラスといい、これには整数による音名を与えることにする。
すなわち、例えば{\displaystyle A_{2}}音、{\displaystyle A_{3}}音、{\displaystyle A_{4}}音は、オクターブによる違いを無視して、同じピッチクラス「{\displaystyle A}」に分類される（この例では{\displaystyle A_{2}}音、{\displaystyle A_{3}}音、{\displaystyle A_{4}}音の周波数が一般的にはそれぞれ110Hz、220Hz、440Hzであるから、{\displaystyle A_{4}=2A_{3}=2^{2}A_{2}}という関係が成立する）。これは集合論的に次のように表される。
{\displaystyle A=\left\{\cdots ,A_{2},A_{3},A_{4},\cdots \right\}}
また、平均律において、D♯音とE♭音とF♭♭音などの異名同音は、同じピッチクラスに分類される。これらのピッチクラスには以下の整数値が与えられ、平均律上で半音が1、1オクターブが12となるように定められている。下表の鍵盤の欄が白いものはピアノの白鍵、黒いものは同じく黒鍵の音である。
| 鍵盤 | ピッチクラス値 | 英語音名 | 日本語音名 |
| ---- | -------------- | -------- | ---------- |
|      | 0              | C        | ハ         |
|      | 1              | C♯/D♭    | 嬰ハ/変ニ  |
|      | 2              | D        | ニ         |
|      | 3              | D♯/E♭    | 嬰ニ/変ホ  |
|      | 4              | E        | ホ         |
|      | 5              | F        | ヘ         |
|      | 6              | F♯/G♭    | 嬰ヘ/変ト  |
|      | 7              | G        | ト         |
|      | 8              | G♯/A♭    | 嬰ト/変イ  |
|      | 9              | A        | イ         |
|      | A（10）        | A♯/B♭    | 嬰イ/変ロ  |
|      | B（11）        | B        | ロ         |

これに転じて、移動ド的な階名としてピッチクラス値が用いられることもある。例えば自然的長音階、自然的短音階はピッチクラス表記で{0,2,4,5,7,9,B,C}、{0,2,3,5,7,8,A,C}などと表記する（Cは0の1オクターブ上の音である）。

## 関連
- インターバルクラス
- ピッチクラス・セット理論